# Marinestation der Nordsee
Die Marinestation der Nordsee war eine Dienststelle der Kaiserlichen Marine, der Reichsmarine und der Kriegsmarine in Wilhelmshaven. Sie war neben der Marinestation der Ostsee eine von zwei dauerhaft bestehenden Marinestationen. Daneben gab es in der Zeit vor dem Ersten Weltkrieg zeitweilig mehrere Auslandsstationen. Die Marinestation der Nordsee wurde am 19. Mai 1870 aufgestellt und 1943 in das Marineoberkommando Nordsee (auch Marineoberkommando Nord) umgewandelt, das mit Ende des Zweiten Weltkriegs aufgelöst wurde.

## Organisation

### Marine des Norddeutschen Bundes und Kaiserliche Marine

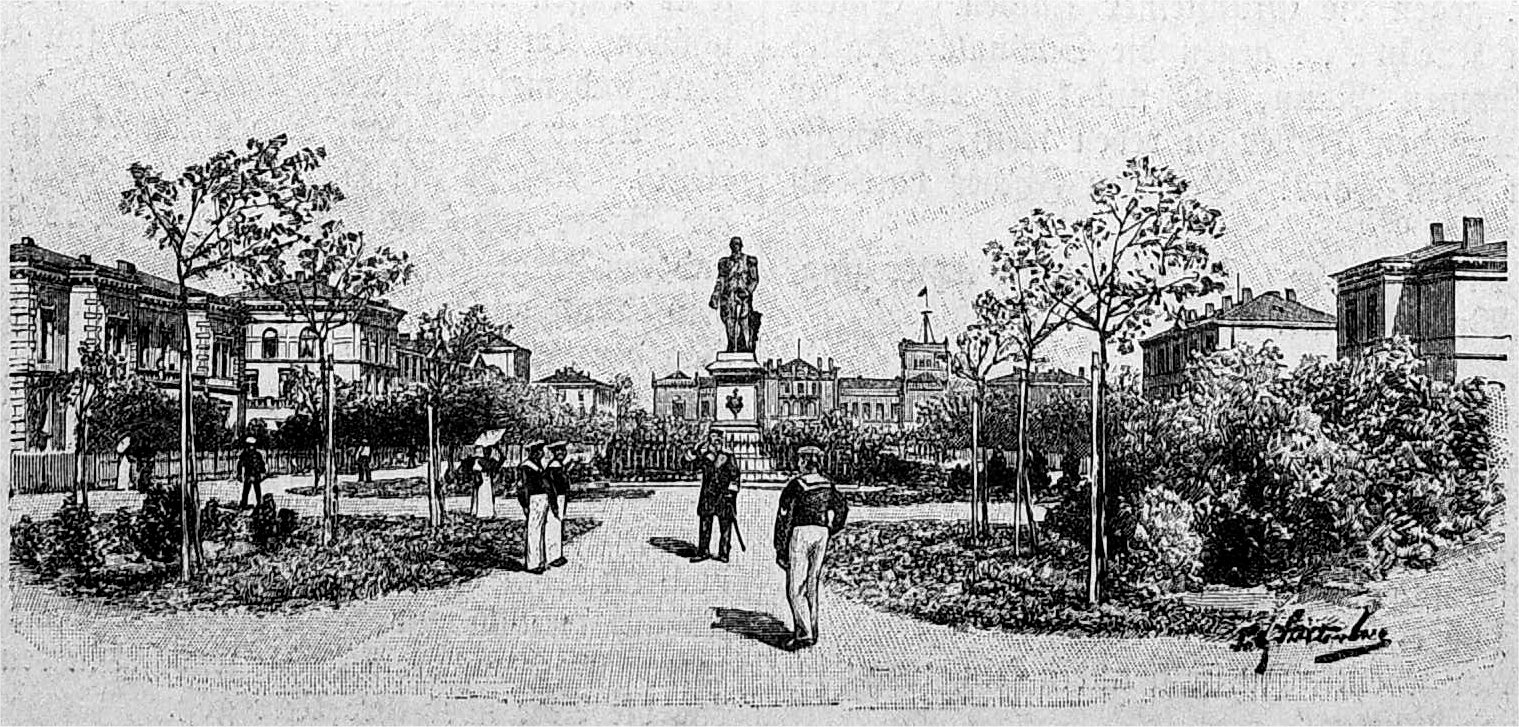
Der Adalbertplatz in Wilhelmshaven mit dem Stationsgebäude im Hintergrund

Nachdem Preußen im Jahr 1854 mit dem Jade-Vertrag vom Großherzogtum Oldenburg das Jadegebiet erworben hatte, begann es mit dem Aufbau des Hafens für die preußische Marine. Das erforderte umfangreiche Arbeiten, sodass der Hafen erst ab 1870 nutzbar wurde. Die preußische Marine wurde nach dem Deutschen Krieg 1867 in die Marine des Norddeutschen Bundes überführt.
Im Zuge der Inbetriebnahme des Marinestützpunkts, der 1871 zum Reichskriegshafen bestimmt wurde, wurde mit der Aufstellung des Kommandos der Marinestation der Nordsee eine Führungsorganisation geschaffen, wie sie an der Ostsee bereits seit 1865 in Kiel bestand. Aufgabe der Marinestationen war die Führung der im Kommandobereich liegenden Festungen und Ausbildungseinrichtungen. Außerdem führten sie anfangs alle in ihrem Verantwortungsbereich befindlichen Seestreitkräfte, bis 1891 ein eigenes Kommando für die Führung der Flotte geschaffen wurde.
Dem Stationskommando der Nordsee unterstanden 1914:
- Im Heimathafen liegende Schiffe, die keinem aktiven Geschwader zugeteilt waren.
- eine Anzahl von Fahrzeugen auf Auslandsstationen
- Kommandanturen in Wilhelmshaven, Geestemünde, Cuxhaven und Helgoland
- Hafenkapitän und Lotsenkommando in Wilhelmshaven
- Abwicklungsbüro Nordsee
- II. Marineinspektion
  - II. Matrosendivision
  - II. Werftdivision
  - II. Torpedodivision
- Inspektion der Küstenartillerie und des Minenwesens (Cuxhaven)
  - Minenversuchskommission (Kiel)
    - Minenabteilung mit I., II., III. Minensuchdivision und I., II., III. Minensuch-Reservedivision
    - I.–V. Matrosenartillerieabteilung und Matrosenartillerieabteilung Kiautschou

  - Marineluftschiff-Abteilung Fuhlsbüttel
  - Marinefliegerabteilung Putzig
  - Marinetelegraphenschule (Lehe)
- Marinedepot-Inspektion Wilhelmshaven
  - Artilleriedepots Cuxhaven, Friedrichsort, Geestemünde, Wilhelmshaven, Helgoland
  - Munitionsdepot Dietrichsdorf
  - Minendepots Cuxhaven, Friedrichsort, Geestemünde, Wilhelmshaven
- II. und II. Seebataillon

Die Inspektionen entsprachen der Brigadeebene des Heeres und wurden von einem Konteradmiral geführt. Ihre fachliche Zuständigkeit war nicht auf den regionalen Bereich der Marinestation beschränkt.

### Reichsmarine
Nach dem Ersten Weltkrieg wurde das Reichswehrministerium in Berlin als oberste Reichsbehörde für die Reichswehr geschaffen. Im Ministerium bestand neben der Heeresleitung die Marineleitung als oberste Kommandostelle der Reichsmarine. An ihrer Spitze stand der Chef der Marineleitung. Ihm war die Marinestation der Nordsee unterstellt, der wiederum folgende Dienststellen unterstanden (Stand 1930/31):
- Kommando der Marinestation der Nordsee (Wilhelmshaven)
  - Küstenverteidigung der Nordsee
    - Marineartillerieabteilungen
      - II. Marine-Artillerie-Abteilung (Wilhelmshaven)
      - IV. Marine-Artillerie-Abteilung (Cuxhaven)
      - VI. Marine-Artillerie-Abteilung (Emden)

  - Schiffsstammdivision der Nordsee (S.D.N.) in Wilhelmshaven
    - Fahrzeugverband der Nordsee mit Stationstender Frauenlob, Fischereischutzbooten Zieten, Elbe, Weser

  - Küstennachrichtenwesen der Nordsee
  - Inspektion der Marineartillerie (A.I.)
    - Artillerieversuchskommando für Schiffe (A.V.K.S.) in Wilhelmshaven
    - Schiffsartillerieschule (S.A.S.) in Kiel mit Schulbooten Drache, Hay, Delphin
    - Küstenartillerieschule (K.A.S.) in Schillig und Wilhelmshaven mit Versuchskommando und Schulboot Fuchs

  - Marinedepotinspektion (D.I.) in Wilhelmshaven
    - Marineartilleriedepots in Wilhelmshaven, Cuxhaven, Borkum, Pillau, Swinemünde und Kiel-Dietrichsdorf
    - Marinesperrdepots in Wilhelmshaven, Grauerort, Kiel-Dietrichsdorf und weiteren Zweigstellen
    - Marineschießplatz in Altenwalde

### Kriegsmarine
Nach dem Beginn der deutschen Aufrüstung in Vorbereitung auf den Zweiten Weltkrieg wuchs die Marinestation der Nordsee in den 1930er Jahren auf. Im August 1940 wurde sie zusammen mit der Marinestation der Ostsee dem Marinegruppenkommando Nord unterstellt.
Die Marinestation der Nordsee war im Juni 1939 wie folgt gegliedert:
- Kommandierender Admiral der Marinestation der Nordsee
  - Festungskommandant Ostfriesland, später Küstenbefehlshaber Nordfriesland, ab Februar Küstenbefehlshaber Deutsche Bucht
  - Festungskommandant Nordfriesland, später Küstenbefehlshaber Nordfriesland, ab Februar Küstenbefehlshaber Deutsche Bucht
  - Befehlshaber der Sicherung der Nordsee (ab 1940 einsatzmäßig direkt unter Marinegruppenkommando Nord)
  - II. Admiral der Nordsee
  - Schnellboot-Flottillen: die mit geraden Nummern versehenen Schnellboot-Flottillen der Kriegsmarine wurde der Marinestation der Nordsee zugeordnet.

Zum Stationsbereich gehörten außerdem folgende fachlich dem Oberkommando der Marine unterstellte Stellen:
- Schiffsmaschinen-Inspektion
- Inspektion der Marine-Artillerie-Zeugämter
- Kriegsmarinedienststelle Hamburg
- Kriegsmarinedienststelle Bremen
- Sanitätsamt Nordsee
- Psychologische Prüfstelle Wilhelmshaven
- Seezeichen- und Lotsenamt der Jade

Außerdem waren der Marinestation der Nordsee folgende technische und Verwaltungsbehörden zugeordnet:
- Kriegsmarinewerft Wilhelmshaven
- Hafenneubaudirektion Helgoland in Hamburg
- Marineobservatorium Wilhelmshaven
- Deutsche Seewarte, Abteilung Nautik und Hydrographie
- Marine-Intendantur Wilhelmshaven

Bei dieser Neuorganisation des gesamten Küstenabschnitts im Juni 1940 von der deutsch-niederländischen bis zur französisch-spanischen Grenze wurde die Zuständigkeit für die Niederlande einschließlich der Scheldemündung und Antwerpen an Marinebefehlshaber Niederlande-Belgien übertragen, der wiederum der Marinestation der Nordsee unterstand. In Frankreich wurden zusätzlich zum Marinebefehlshaber Bretagne der Marinebefehlshaber Nordfrankreich und der Marinebefehlshaber Westfrankreich eingerichtet, die alle dem Kommandierender Admiral Frankreich unterstellt waren.
Im November 1941 wurde das Deutsche Marinekommando Italien aufgestellt und der Marinestation der Nordsee truppendienstlich unterstellt. Einsatzmäßig unterstand es direkt der Seekriegsleitung.
Am 1. Februar 1943 wurde die Marinestation der Nordsee in Marineoberkommando Nordsee umbenannt und der Stationschef zum Oberbefehlshaber.

## Stationschefs
Die militärischen Führer der Marinestation der Nordsee trugen die Bezeichnung Chef der Marinestation der Nordsee, ab 1935 Kommandierender Admiral der Marinestation der Nordsee und ab 1943 Oberbefehlshaber des Marineoberkommandos Nord.
- 1870–1871 Korvettenkapitän Hermann Robert Przewisinski
- 1871 Kapitän zur See Ludwig von Henk
- 1871–1878 Kapitän zur See/Konteradmiral Gustav Klatt
- 1879–1883 Konteradmiral Adolph Wilhelm Berger
- 1883–1888 Konteradmiral/Vizeadmiral Alexander von Monts
- 1888–1889 Vizeadmiral Max von der Goltz
- 1889–1891 Vizeadmiral Karl Paschen
- 1892 Vizeadmiral Karl August Deinhard
- 1892–1896 Konteradmiral/Vizeadmiral Victor Valois
- 1896–1899 Vizeadmiral Guido Karcher
- 1899–1903 Vizeadmiral August von Thomsen
- 1903–1907 Vizeadmiral/Admiral Felix von Bendemann
- 1907 Vizeadmiral Hunold von Ahlefeld
- 1908–1909 Admiral Max von Fischel
- 1909–1913 Admiral Friedrich von Baudissin
- 1913–1914 Admiral August von Heeringen
- 1914–1919 Vizeadmiral/Admiral Günther von Krosigk
- 1919–1920 Kapitän zur See/Konteradmiral/Vizeadmiral Andreas Michelsen[10][A 1]
- 1920–1923 Vizeadmiral Hans Zenker
- 1923–1925 Konteradmiral/Vizeadmiral Hermann Bauer
- 1925–1928 Vizeadmiral Erich Raeder
- 1928–1932 Konteradmiral/Vizeadmiral Werner Tillessen
- 1932–1933 Konteradmiral/Vizeadmiral Richard Foerster
- 1933–1935 Konteradmiral/Vizeadmiral Otto Schultze

## Kommandierende Admirale
- 1935–1937 Vizeadmiral/Admiral Otto Schultze
- 1937–1938 Vizeadmiral/Admiral Hermann Boehm
- 1938–1939 Admiral Alfred Saalwächter
- 1939 Admiral Otto Schultze
- 1939–1943 Vizeadmiral/Admiral Hermann Densch

## Chef des Stabes
- 1888/89 August von Thomsen, später Stationschef
- 1889/90 Kapitän zur See Iwan Oldekop
- 1890–1892 Fregattenkapitän/Kapitän zur See Curt von Prittwitz und Gaffron
- 1892/93 Kapitän zur See Curt von Maltzahn
- 1894 Korvettenkapitän Hans Oelrichs (mit der Wahrnehmung der Geschäfte beauftragt)
- 1894/1895 Kapitän zur See Ernst von Frantzius
- 1895–1897: Kapitän zur See Oskar von Schuckmann
- 1900–1902 Kapitän zur See Georg Scheder
- 1902–1904 Kapitän zur See Adolf Paschen
- 1904–1905 Kapitän zur See Eugen Kalau vom Hofe
- 1906–1908 Kapitän zur See/Konteradmiral Erich Gühler
- 1908–1910 Konteradmiral Maximilian von Spee
- 1910–1912 Kapitän zur See/Konteradmiral Konrad Trummler
- 1912–1916 Kapitän zur See/Konteradmiral/Vizeadmiral Otto Wurmbach
- 1916–1918 Kapitän zur See/Konteradmiral Constanz Feldt
  - von April bis August 1918 in Vertretung Fregattenkapitän Waldemar Krah
- August 1918 bis März 1919 Kapitän zur See Friedrich von Kameke
  - August/September 1918 in Vertretung Fregattenkapitän Waldemar Krah
- 1918/19 Kapitän zur See Andreas Michelsen
- 1919/20 Fregattenkapitän Hans Quaet-Faslem
- 1920/21 Kapitän zur See Wilhelm Prentzel
- unbekannt
- 1924–1926 Fregattenkapitän/Kapitän zur See Ernst Meusel
- unbekannt
- 1928–1930 Fregattenkapitän/Kapitän zur See Walther Koehler
- 1930–1932 Fregattenkapitän/Kapitän zur See Wilhelm Canaris
- 1932/33: Kapitän zur See Robert Witthoeft-Emden
- 1933–1935 Konteradmiral Hans-Herbert Stobwasser
- 1935/36 Kapitän zur See Günther Lütjens
- 1936 Fregattenkapitän Werner Löwisch
- 1936–1940 Kapitän zur See/Konteradmiral Johannes Bachmann
- 1940–1943 Kapitän zur See Friedrich Rieve
- 1943–1945 Konteradmiral Hans-Joachim Gadow